# Belting
En canto, el belting (del inglés belt, «cinturón») es una técnica vocal mediante la cual un cantante lleva su voz de pecho por encima de su passaggio con una pequeña proporción de voz de cabeza. El belting a veces se describe como una "voz de pecho alta", aunque si se ejecuta de manera incorrecta, puede llegar a dañar la voz. A veces también es definido como un registro vocal, aunque esto es técnicamente incorrecto, pues más bien es un término descriptivo para el uso de un registro. Esta técnica permite una voz fuerte, potente, clara y en tonos muy altos, siendo la técnica utilizada por actores musicales y por muchos cantantes profesionales. Se suele utilizar en musicales como, por ejemplo, en Broadway, ya que en ellos la voz que canta necesita salir clara y con volumen.
El belting se utiliza en muchos géneros musicales como rock, pop, góspel y jazz, pero es especialmente conocida por su adopción en el teatro musical estadounidense. A menudo se hace referencia al "belting" como una forma de extender el registro de la voz de pecho a una región más alta o aguda, más allá de la región del pasaje donde normalmente cambiaría a la voz de cabeza. Sin embargo, existe cierto consenso en que un belting saludable no debe entenderse como una "voz de pecho" pura, sino más bien como una extensión de la misma a través de una combinación de una mayor resonancia con la voz mixta. En este registro vocal, la voz no suena ni como una voz de cabeza ni como una voz de pecho, sino como una combinación de ambas, aunque suena más como una voz de pecho.